# Кожамберди
Кожамберди (каз. Қожамберді, до 1997 г. — Коммунизм) — село в Жанакорганском районе Кызылординской области Казахстана. Административный центр и единственный населённый пункт Кожамбердинского сельского округа. Код КАТО — 434051100.

## Население
В 1999 году население села составляло 992 человека (561 мужчина и 431 женщина). По данным переписи 2009 года, в селе проживало 897 человек (467 мужчин и 430 женщин).